# Sova Motors
Sova Motors —  российская автомобилестроительная компания по производству грузовых электромобилей, входящая в группу компаний «Ланит».

## Описание
Компания Sova Motors была зарегистрирована 25 августа 2022 года. Генеральным директором компании стал Широков Константин Андреевич. Основной офис компании расположен в Москве, однако сборка автомобилей организована в Елабужском районе.
Сборка электромобилей началась в 2024 году. Первоначально автомобили отправлялись на сертифиционные испытания. О продажах было объявлено в 2025 году.
Гарантия на автомобили составляет до 150000 км, пробег — свыше 200 км.

## Модельный ряд
- Sova 25[11][12] или Sova 251[13][14] — малотоннажный грузовой электромобиль полной массой 2,5 тонны[15][16] и грузоподъёмностью 1 тонна[17] с аккумулятором ёмкостью 41 кВт·ч и запасом хода 200 км на одной зарядке[18][19][20][21], аналог Wuling EV50[22][23][24][25][26].
- Sova 35 — среднетоннажный грузовой электромобиль полной массой 3,5 тонны с аккумулятором ёмкостью 80—100 кВт·ч и запасом хода 200—300 км, аналог Dongfeng Liuzhou (DFLZM) L2EV.
- Sova 45 (EV3) — среднетоннажный грузовой электромобиль полной массой 3,5—4,5 тонны с аккумулятором ёмкостью 88—100 кВт·ч и запасом хода от 200 км, аналог Iveco Daily.